# Жан II (граф Сансера)
Жан II (Jean II de Sancerre) (1270/1280 — 1327) — граф Сансера, сеньор Мейлана, Понди и Шарантон-дю-Шера.
Второй сын Жана I де Сансера и Марии де Вьерзон.
Впервые упоминается в документе, датированном 1 июня 1299.
В 1306 г. наследовал брату — Стефану II.
В 1318 году за злоупотребления смещён с должности лейтенанта (заместителя) сенешаля Бокера и отстранён от королевской службы.
Первая жена — Луиза де Боме (1280—1322), дочь Робера де Боме, сеньора де Бубе.
Вторая жена — Изабо де Мовуазен-Рони, дочь Ги III де Мовуазена, сеньора де Рони, вдова Жана II, сира де Эйли.
Жан II умер в 1327 году и был похоронен в якобинской церкви в Бурже.
Дети (от первой жены):
- Луи II де Сансер
- Жанна (ум. ок. 1354)
- Маргарита, аббатиса в Шарантоне.